# محمد احمد محجوب
محمد احمد محجوب (زاده ۱۷ مه ۱۹۰۸ – درگذشته ۲۳ ژوئن ۱۹۷۶) سیاستمدار و شاعر اهل سودان بود که ابتدا وزیر امور خارجه (۱۹۵۶–۱۹۵۸)، (۱۹۶۴–۱۹۶۵) و سپس نخست‌وزیر سودان (۱۹۶۵)، (۱۹۶۷–۱۹۶۹) شد.

## نگارخانه

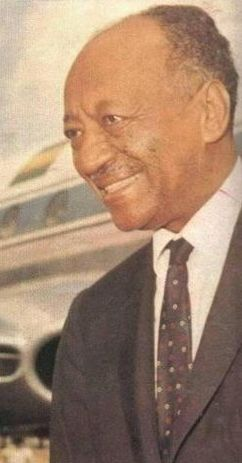